# Josh Arieh
Joshua 'Josh' Arieh (Rochester, 26 september 1974) is een Amerikaans professioneel pokerspeler. Hij won op zowel de World Series of Poker 1999 als die van 2005 een van de toernooien. Tijdens de World Series of Poker 2021 en de World Series of Poker 2023 wist hij 2 toernooien te winnen, waarmee hij in totaal zes WSOP bracelets heeft gewonnen. Arieh draagt de bijnaam Atlanta Josh omdat hij zich doorgaans met name in spelaccommodatie in Atlanta ophoudt. Hij verdiende tot en met juli 2023 meer dan $12.000.000,- in pokertoernooien, cashgames niet meegerekend.

## Wapenfeiten

### WSOP
Arieh won zijn WSOP-titels in verschillende pokervarianten. Zijn eerste haalde hij (samen met $202.800,-) binnen in 1999 door in de heads up van een Limit Hold'em-toernooi af te rekenen met Humberto Brenes. Zes jaar later won hij zijn tweede gouden armband in een toernooi Pot Limit Omaha waaraan 212 spelers deelnamen, goed voor een hoofdprijs van $381.600,-. In de heads up versloeg hij toen Chris Ferguson.
Tijdens de World Series of Poker 2021 was hij tweemaal succesvol in het Pot Limit Omaha. Hij won zowel het $1.500 Pot Limit Omaha 8-Handed (voor een hoofdprijs van $204.766,-) toernooi als het $10.000 Pot Limit Omaha Hi-Lo 8 or Better Championship (voor een hoofdprijs van $484.791,-).
Tijdens de World Series of Poker 2023 was hij opnieuw tweemaal succesvol. Na eerst het $10.000 Limit Hold'em toernooi te winnen (voor een hoofdprijs van $316.226,-) won hij ook het $25.000 H.O.R.S.E. High Roller toernooi voor een hoofdprijs van $711.313,-.

Arieh drong ook weleens door tot de laatste twee van een WSOP-toernooi om vervolgens zelf aan het kortste eind te trekken. In 2000 verloor hij in de heads up van het $ 1,500 Pot Limit Omaha-toernooi van Johnny Chan, zodat hij genoegen moest nemen met een tweede plaats en 89.700,-. Op de WSOP 2004 drong hij bovendien door tot de laatste drie van het Main Event, maar moest hij de officieuze wereldtitel aan Greg Raymer laten. Hij verdiende daarmee wel $2.500.000,-

### WPT en andere
Naast zijn WSOP-titels won Arieh onder meer:
- het No Limit Hold'em Calvin Ayre Wild Card Poker Tournament in 2006 (goed voor $500.000,-)
- het $ 1.000 Pot Limit Omaha-toernooi van The Wynn Classic 2008 ($59.364,-)
- het $ 1.000 Pot Limit Omaha-evenement van de 2010 Doyle Brunson Five Diamond World Poker Classic ($16.975).

Bovendien was Arieh in december 2009 dicht bij zijn eerste World Poker Tour-titel op het $ 15.000 No Limit Hold'em - Main Event van de Doyle Brunson Five Diamond World Poker Classic. Hij werd toen tweede achter Daniel Alaei en nam $952.290,- mee naar huis. Arieh werd eerder in september 2004 al eens derde  op de $10.000 No Limit Hold'em Final Day van de WPT's 2004 Borgata Poker Open, waarmee hij $286.900,- won.
Arieh wil verbaal nog weleens over de schreef gaan tijdens het pokeren. Aan de ene kant uit zich dit in gezeur tegen een rechtstreekse opponent om te proberen die te manipuleren tijdens het spel, maar aan de andere kant ook in functieloze schuttingtaal tegen of hoorbaar over tegenstanders die hem verslagen hebben.

## WSOP-titels
| Jaar                       | Toernooi                                               | Prijs      |
| -------------------------- | ------------------------------------------------------ | ---------- |
| World Series of Poker 1999 | $3.000 Limit Hold'em                                   | $202.800,- |
| World Series of Poker 2005 | $2.000 Pot Limit Omaha                                 | $381.600,- |
| World Series of Poker 2021 | $1.500 Pot Limit Omaha 8-Handed                        | $204.766,- |
| World Series of Poker 2021 | $10.000 Pot Limit Omaha Hi-Lo 8 or Better Championship | $484.791,- |
| World Series of Poker 2023 | $10.000 Limit Hold'em                                  | $316.226,- |
| World Series of Poker 2023 | $25.000 H.O.R.S.E. High Roller                         | $711.313,- |